# Cmentarz Komunalny Północny w Warszawie
Cmentarz Komunalny Północny – jeden z największych pod względem powierzchni cmentarzy w Polsce i Europie, położony na Młocinach i na Wólce Węglowej w dzielnicy Bielany w Warszawie.
Nekropolia jest cmentarzem komunalnym.

## Historia

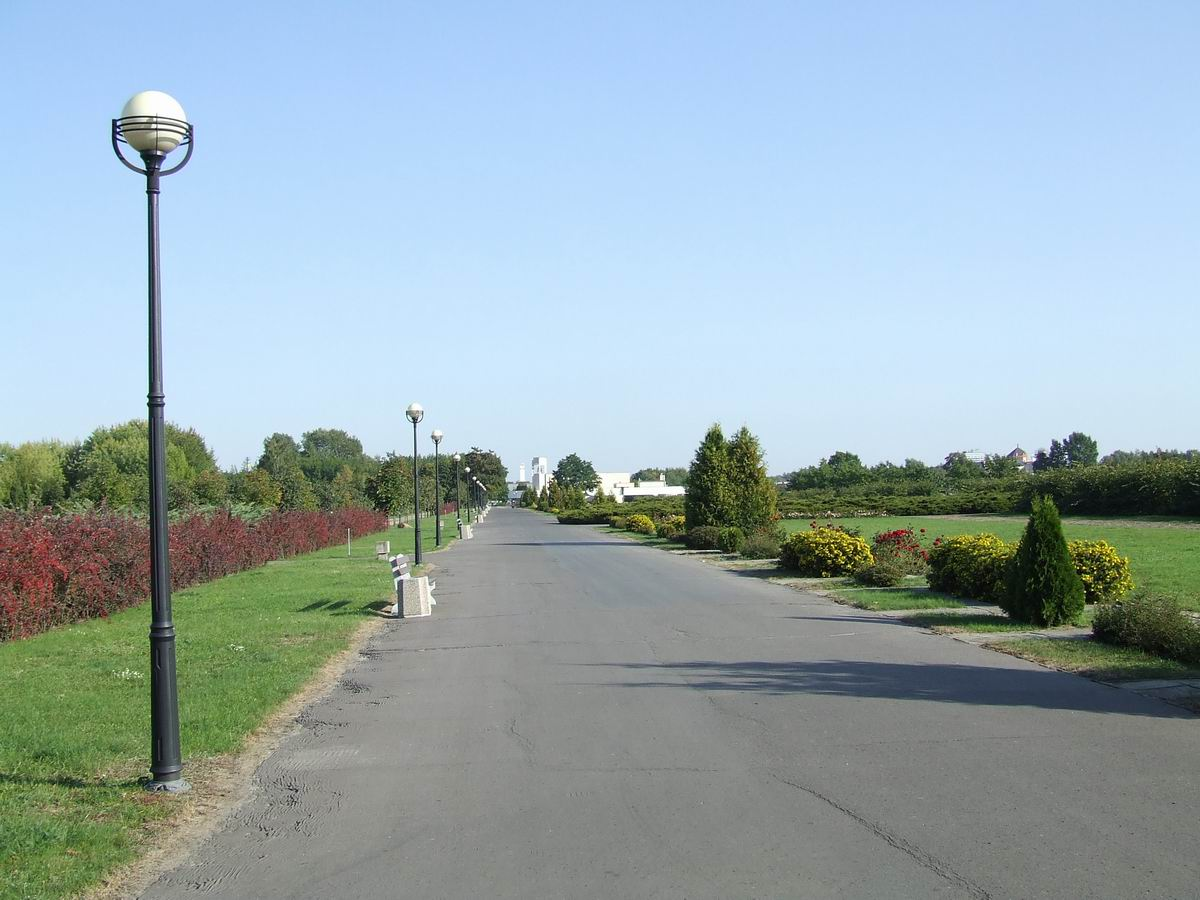
Jedna z głównych alejek cmentarza

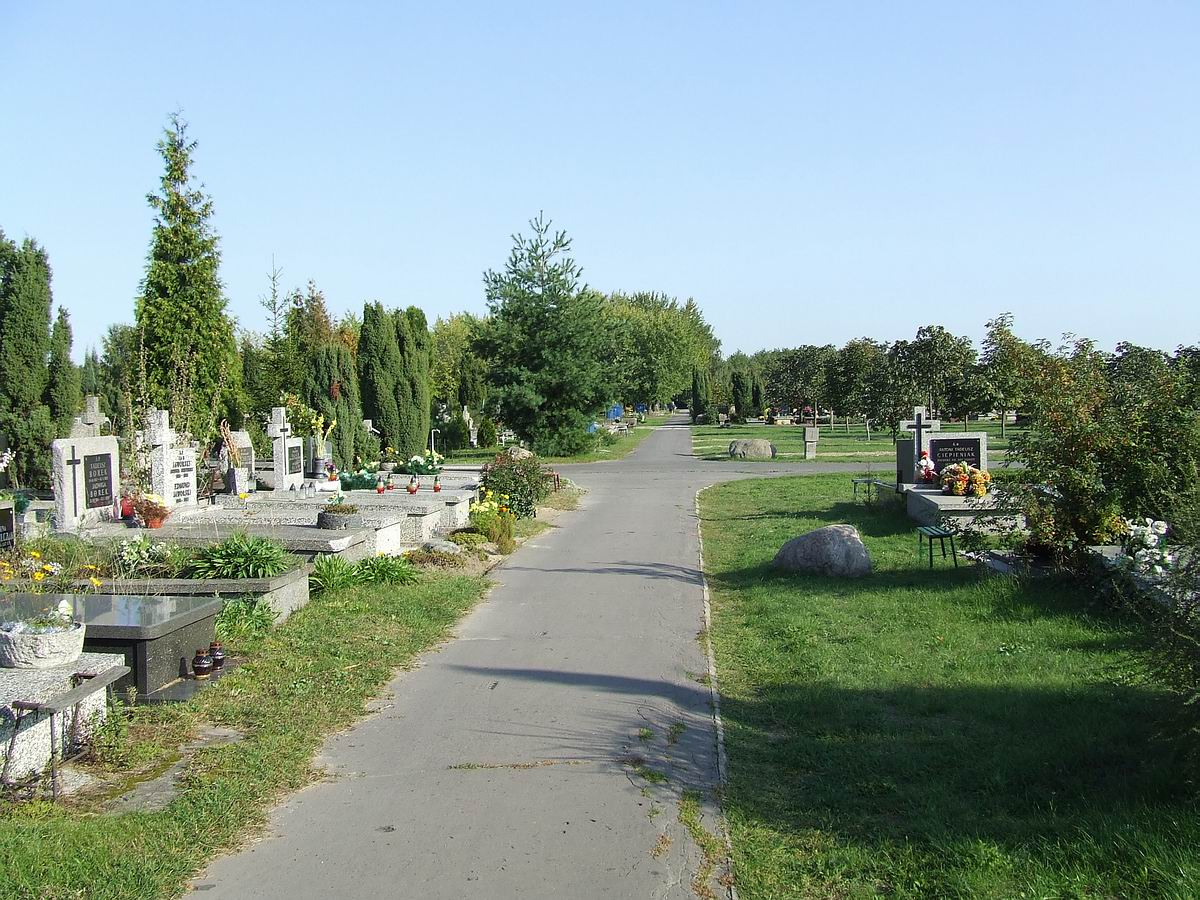
Jedna z głównych alejek na cmentarzu na Wólce

Widok na alejkę nekropolii na wysokości kwater C-VIII

Widok na południowe kwatery cmentarza przed zachodem słońca

Na początku lat 60. XX w. w Warszawie zaczęło brakować wolnych miejsc grzebalnych na istniejących cmentarzach, a odzyskiwana liczba miejsc nie pokrywała zapotrzebowania.
W związku z tym podjęto decyzję o budowie nowego cmentarza, który zapewni miejsce pochówku mieszkańcom Warszawy i okolic na lat kilkadziesiąt. Cmentarz został ulokowany przy trasie wylotowej na Gdańsk, częściowo na terenie Wólki Węglowej, stąd nazwa Komunalnego Cmentarza Północnego: Cmentarz na Wólce. Prace projektowe pod kierunkiem architekta krajobrazu Longina Majdeckiego wykonano w Biurze Projektów Budownictwa Komunalnego „Stolica”. Cmentarz został zaprojektowany na planie nieregularnego wieloboku, który graniczy z Lasem Młocińskim oraz ulicami Wóycickiego, Wólczyńską i Estrady. Na powierzchni 143 ha powstało 800 kwater grzebalnych, posadzono kilkadziesiąt tysięcy drzew i krzewów ozdobnych, wybudowano: ponad 200 km dróg i alejek, dom pogrzebowy z 3 salami ceremonialnymi (m.in. dla zmarłych wyznania katolickiego i świeckich) oraz przechowalnią zwłok, spopielarnię, kancelarię, pawilony przy wejściach, kwiaciarnię, parkingi i drogi dojazdowe.
Cmentarz graniczy z terenem kościoła św. Ignacego Loyoli, w którym odbywają się uroczystości pogrzebowe osób wyznania rzymskokatolickiego.
Użytkowanie cmentarza rozpoczęto w lutym 1973.

## Pochowani

Grób Edwarda Stachury
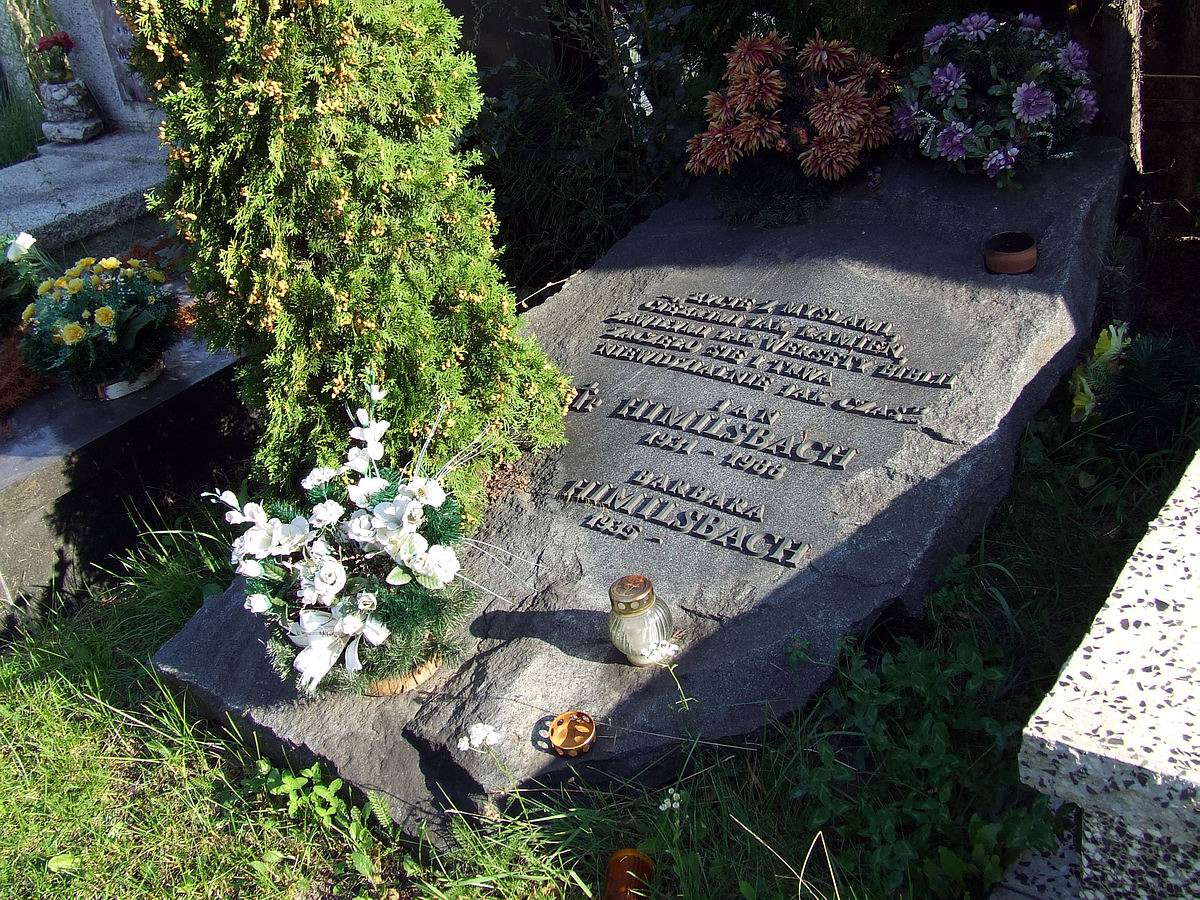
Grób Jana Himilsbacha
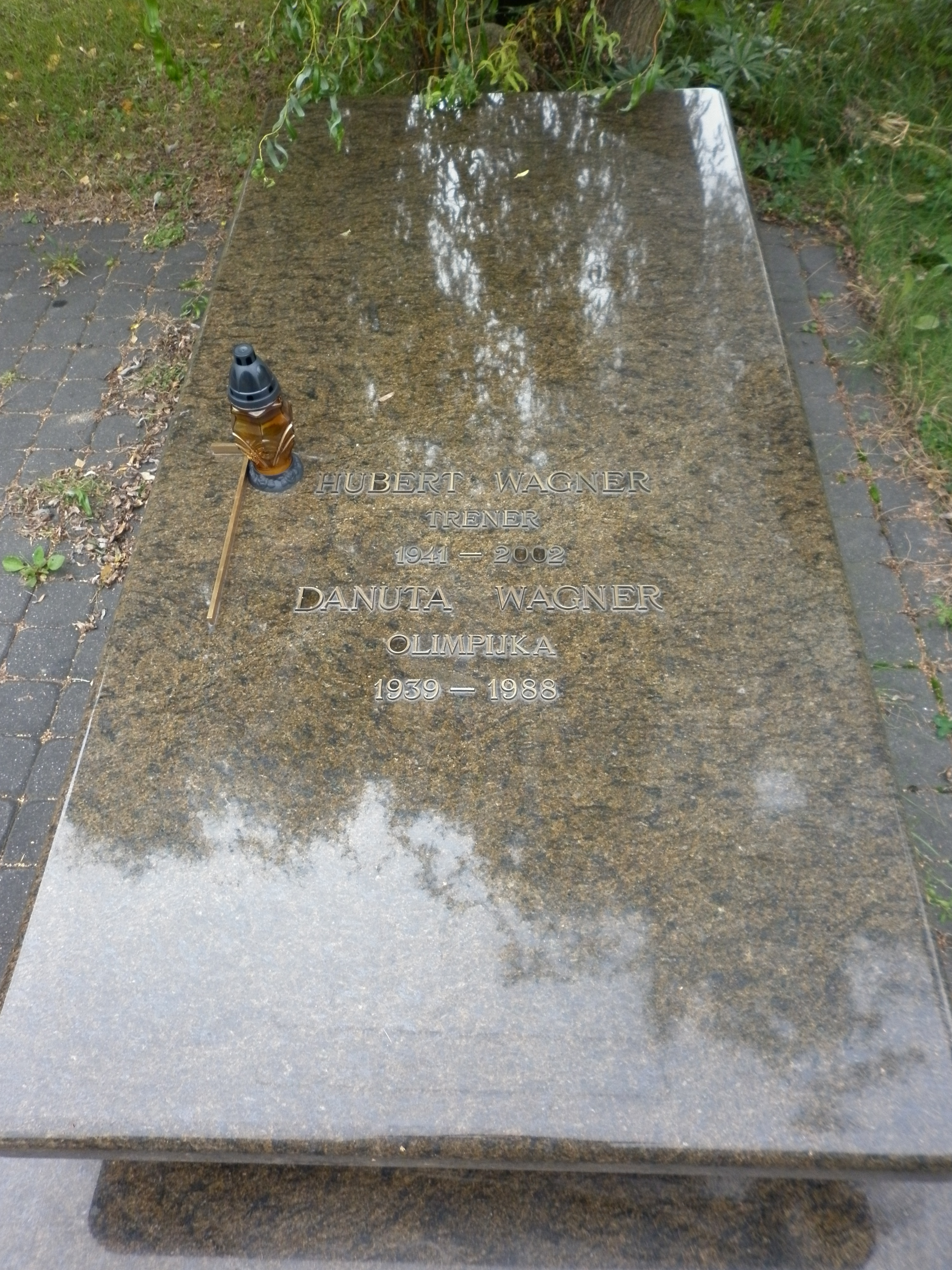
Miejsce spoczynku Huberta Wagnera
Grób Zofii Czerwińskiej
Miejsce spoczynku Żory Korolyova
Grób aktorki Eugenii Herman-Laskowskiej

- Włodzimierz Berutowicz (1914–2004) – minister sprawiedliwości w rządzie Piotra Jaroszewicza, I prezes Sądu Najwyższego
- Maria Bogucka (1929–2020) – historyk, profesor Instytutu Historii PAN,
- Andrzej Borecki (1927–2011) – scenograf[2]
- Janusz Bylczyński (1920–1990) – aktor (E-VI-9-1-15)
- Janusz Cetnarowski (1947–2009) – artysta plastyk
- Irena Conti di Mauro (1923/1931–2009) – dziennikarka, poetka, bojowniczka ŻOB.
- Zofia Czerwińska (1933–2019) – aktorka (S-IV-7-7-5)
- Mariusz Dawid Dastych (1941–2010) – dziennikarz i tłumacz, agent CIA
- Jan Izrael Dynerman (1917–1996) – powstaniec getta warszawskiego
- Antoni Frydel (1928–2004) – gen. bryg. MO, komendant stołeczny Milicji Obywatelskiej, dyrektor generalny Ministerstwa Sprawiedliwości
- Stanisław Gawlik (1925–1990) – aktor (W-XIX-4-1-6)
- Bogusław Gdowski (1932–2009) – matematyk
- Ludwik Gelberg (1908–1985) – prawnik, profesor Instytutu Państwa i Prawa PAN (W-II-16-3-9)
- Zdzisław Góralczyk (1936–2024) – dyplomata, ambasador RP w Chinach
- Stefania Górska (1907–1986) – aktorka (W-XVII-3-6-10)
- Zbigniew Granica (1959–2001) – pedagog, autor podręczników szkolnych
- Piotr Grudziński (1975–2016) – gitarzysta Riverside[3]
- Janusz Grzelak (1941–2025) – psycholog, uczestnik obrad Okrągłego Stołu, wiceminister edukacji narodowej w rządzie Tadeusza Mazowieckiego[4]
- Dariusz Hajn (1964–1995) – wokalista punkowy, pierwszy wokalista formacji Dezerter (S-II-16-8-8)
- Ludwik Hass (1918–2008) – historyk
- Eugenia Herman (1929–2021) – aktorka (W-VI-2-10-8)
- Szymon Herman (1923–2001) – aktor (S-VIII-3-3-12)
- Jan Himilsbach (1931–1988) – pisarz, aktor (E-VI-3-10-8)
- Aleksander Hulek (1916–1993) – pionier rehabilitacji, prezes Polskiego Towarzystwa Walki z Kalectwem
- Tomasz Jakubiak (1983–2025) – kucharz, autor książek kucharskich, osobowość telewizyjna
- Antoni Janczak (1923–1999) – podpułkownik WP, kawaler orderu Virtuti Militari
- Marianna Janczak (1925–2002) – kapitan WP, dama orderu Virtuti Militari
- Sławomir Janiec (1933–2010) – dyplomata, konsul RP w Paryżu i Montrealu
- Jerzy Januszewicz (1934–1992) – aktor (T-V-7-4-6)
- Jerzy Karaszkiewicz (1936–2004) – aktor
- Krystyna Kersten (1931–2008) – historyk
- Adam Kersten (1930–1983) – historyk
- Stanisław Klarner (1899–1982) – twórca nowych odmian tytoniu, publicysta w zakresie produkcji i fermentacji tytoniu
- Zdzisław Klimek (1930–2023) – polski śpiewak operowy
- Władysław Knycpel (1938–2010) – polski dziennikarz, korespondent zagraniczny PAP
- Marcin Kołodyński (1980–2001) – aktor, prezenter telewizyjny
- Ryszard Kołodziejczyk (1922–2019) – historyk, profesor Instytutu Historii PAN
- Żora Korolyov (1987−2021) − ukraińsko-polski tancerz, choreograf (C-VIII-2-9-1)
- Antoni Korzycki (1904–1990) – wicepremier
- Leokadia Krajewska (1928−2020) − milicjantka, popularna Lodzia
- Jakub Krajewski (1920–2000) – płk LWP, poseł na Sejm PRL, Sekretarz Generalny ZG ZBoWiD
- Czesław Kupisiewicz (1924–2015) – profesor n. hum., prorektor Uniwersytetu Warszawskiego i dziekan Wydziału Psychologii i Pedagogiki UW, członek rzeczywisty PAN
- Zdzisław Lachur (1920-2007) – malarz i grafik, założyciel pierwszej polskiej wytwórni filmów animowanych Studio Filmów Rysunkowych.
- Anna Laszuk (1969–2012) – dziennikarka (B-III-1-7-35)[5]
- Zbigniew Lew-Starowicz (1943−2024) − lekarz psychiatra i seksuolog
- Mirosława Litmanowicz – (1928–2017) – szachistka (T-VII-7-1-6)[6]
- Władysław Litmanowicz – (1918–1992) – szachista (T-VII-7-1-6)[6]
- Włodzimierz Lwow (1910–1984) – teatrolog
- Jan Łopuszniak (1910–2000) – aktor (S-VII-3-2-5)[7]
- Zygmunt Maciejewski (1914–1999) – aktor (W-III-13-1-11)
- Wit Majewski (1943–2024) – polityk, działacz związkowy, nauczyciel akademicki
- Norbert Michta (1923–2016) – gen. bryg. WP, dr habilitowany, rektor Wyższej Szkoły Nauk Społecznych przy KC PZPR
- Magdalena Micińska (1964–2023) – historyk, pracownik naukowy IH PAN
- Mirosław Milewski (1928–2008) – gen. dyw. MO, polityk PZPR, minister spraw wewnętrznych
- Jerzy Markuszewski (1930–2007) – reżyser i aktor
- Marta Mirska (1918–1991) – piosenkarka (T-XXI-16-5-10)
- Ludwik Mochejski (1923–2009) – pułkownik WP, doradca ministra spraw wewnętrznych PRL
- Bolesław Mrówczyński (1910–1982) – pisarz (E-V-2-2-18)
- Włodzimierz Natorf (1931–2012) – polityk, dyplomata, ambasador PRL przy ONZ w Nowym Jorku i w ZSRS
- Józef Nowak (1925–1984) – aktor (E-V-2-2-3)
- Emil Ochyra (1936–1980) – szermierz (W-V-1-2-11)
- Stanisław Pietruch – nauczyciel aktorstwa cyrkowego, dyrektor Państwowej Szkoły Sztuki Cyrkowej w Julinku[8]
- Michał Pietrzak (1929−2021) − prawnik, prodziekan Wydziału Prawa i Administracji Uniwersytetu Warszawskiego
- Witold Poprzęcki (1902–1986) – publicysta, popularyzator i badacz w zakresie ziołolecznictwa
- Bohdan Poręba (1934–2014) – reżyser filmowy
- Wojciech Rajewski (1914–1980) – aktor (W-II-1-4-7)
- Janusz Rołt (1957–1990) – perkusista zespołów: Brygada Kryzys i Armia.
- Antoni Anatol Rymaszewski (1910–1999) – oficer sztabu obszaru Wileńsko-nowogródzkiego AK, kawaler orderu Virtuti Militari
- Mieczysław Siemieński (1934–2012) – reżyser i scenarzysta filmów dokumentalnych
- Maria Sieniawska (1928−2012) − profesor nauk medycznych, pediatra, nefrolog
- Bogdan Składanek (1931 - 2022) – orientalista, tłumacz, nauczyciel akademicki, znawca historii i kultury Iranu, twórca i dyrektor Instytutu Orientalistyki UW
- Edward Skórzewski (1930–1991) – reżyser i scenarzysta
- Zygmunt Skrzydlewski (1922–1994) – architekt, sekretarz generalny SARP
- Zdzisław Skwara (1920–2009) – śpiewak i pedagog
- Helena Korwin-Sługocka (1893–1978) – śpiewaczka operowa
- Edward Stachura (1937–1979) – poeta (W-XV-2-10-13)
- Erna Stasiak (1923–2008) – wyróżniona tytułem Sprawiedliwy wśród Narodów Świata
- Andrzej Struj (1968–2010) – policjant zabity nożem na przystanku w Warszawie na Woli (S-I-18-7-19)
- Jerzy Szczygieł (1932–1983) – literat (E-V-2-3-22)
- Michał Szopski (1915–2011) – śpiewak operowy (S-III-10-9-12)
- Irena Szydłowska (1928–1983) – łuczniczka (E-VI-3-2-8)
- Jacek Szymkiewicz (1974-2022) – polski multiinstrumentalista, autor tekstów i piosenek, założyciel zespołu Pogodno
- Natalia Szydłowska-Lwow (1912–1985) – reżyserka, pedagog
- Aleksander Ścibor-Rylski (1928–1983) – pisarz, reżyser, scenarzysta filmowy (E-V-2-2-3)
- Marian Śliwiński (1932–2009) – lekarz, minister zdrowia i opieki społecznej (B-VI-1-8-23)
- Teresa Tuszyńska (1942–1997) – aktorka i modelka (O-I-13-4-55)
- Danuta Kordaczuk – (1939–1988) – siatkarka (E-IV-7-5-10)
- Hubert Wagner (1941–2002) – siatkarz i trener siatkarski (E-IV-7-5-10)
- Tadeusz Walczak (1933–1999) – śpiewak operetkowy (T-XVII-17-1-3)
- Antoni Walenta (1901–1989) – nauczyciel, budowniczy szkół warszawskich, oficer AK, kawaler orderu Virtuti Militari
- Marek Walentynowicz (1937–2010) – muzyk Państwowego Zespołu Ludowego Pieśni i Tańca „Mazowsze” oraz Opery Narodowej.
- Danuta Wawiłow (1942–1999) – poetka (S-VII-9-8-10)
- Mirosław Wawrzyniak (1931–1992) – reżyser i asystent reżysera teatralnego
- Wilhelm Wichurski (1907–1979) – aktor teatralny i telewizyjny
- Jerzy Wunderlich (1930–2009) – dziennikarz (B-III-1-5-7, kolumbarium)
- Jan Wysocki ps. „Step” (1916–2001) – podporucznik WP, kawaler orderu Virtuti Militari
- Ferdynand Zamojski (1914–1984) – pisarz (E-XV-11-1-7)
- Jerzy Zimka (1934–2011) – biolog
- Tadeusz Żeromski (1900–1977) – poeta

### Mogiły zbiorowe

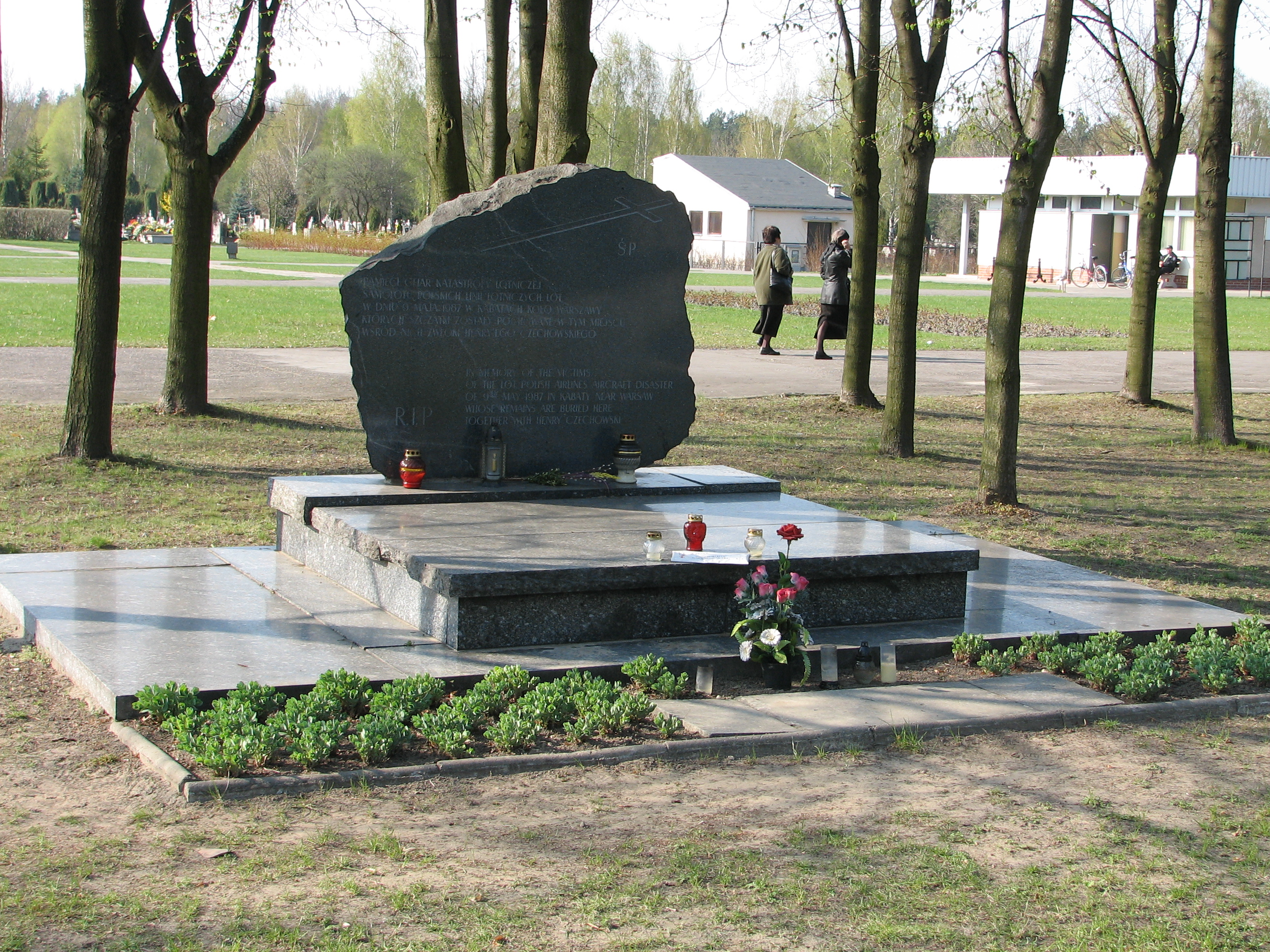
Zbiorowa mogiła ofiar katastrofy lotniczej w Lesie Kabackim
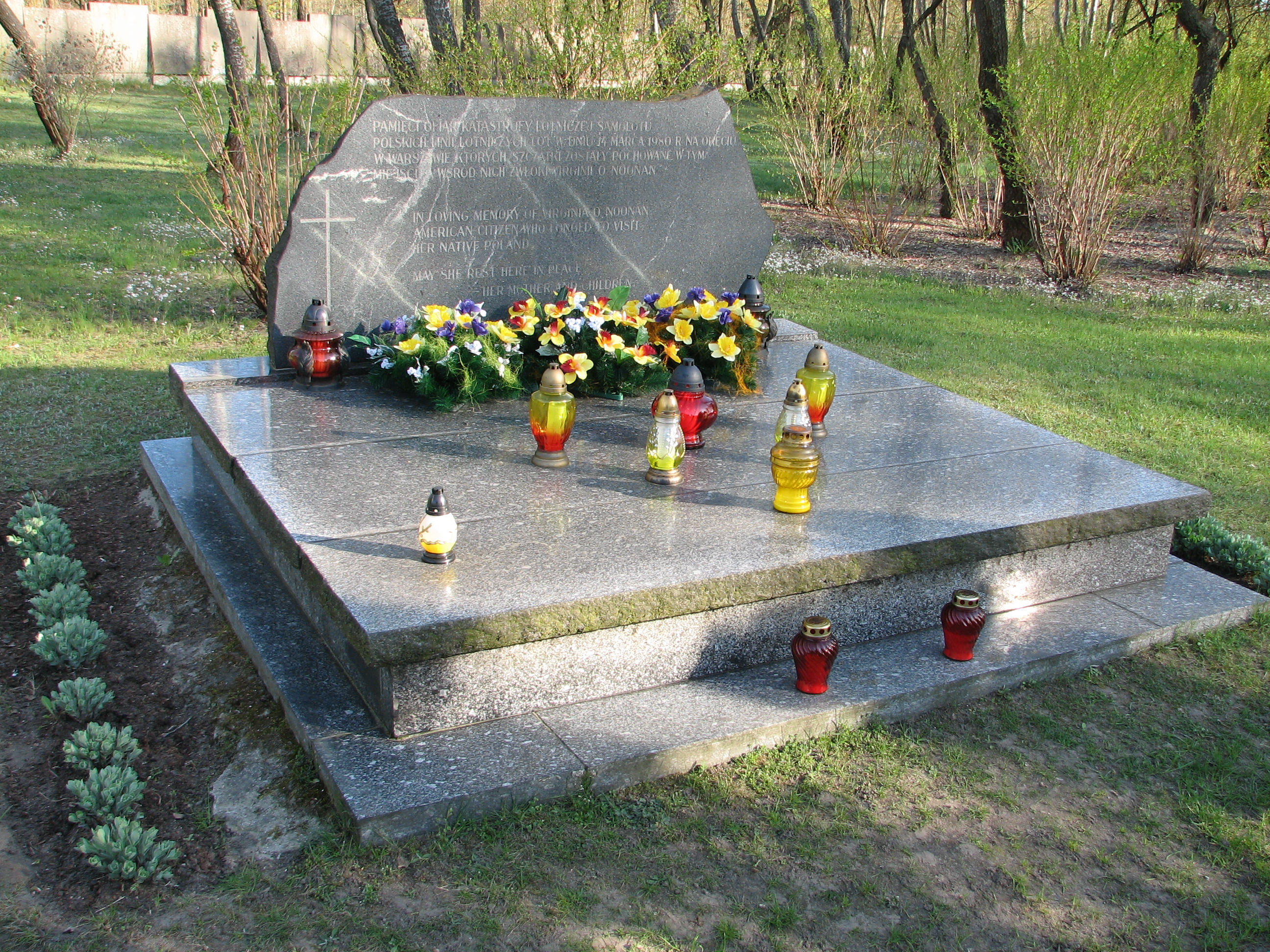
Zbiorowy grób ofiar katastrofy lotniczej na Okęciu
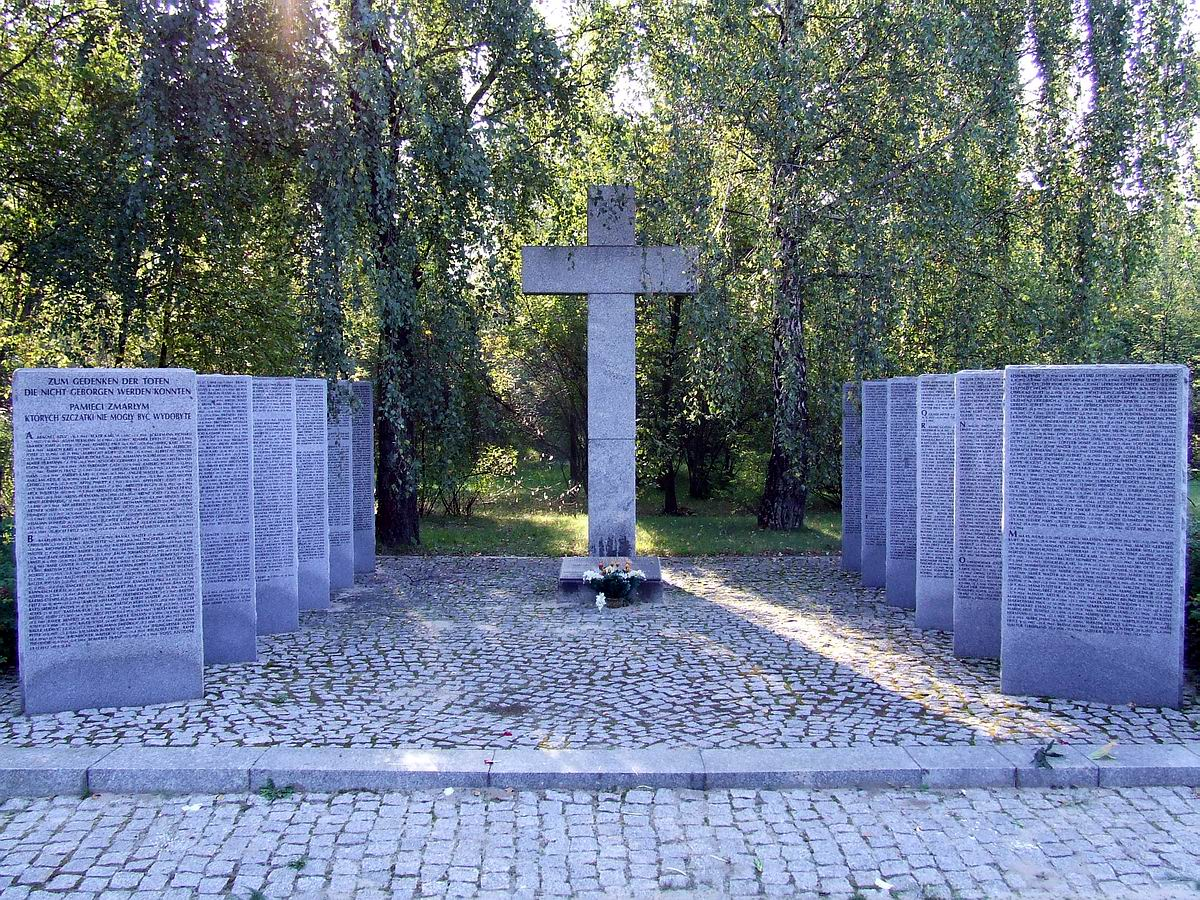
Mogiła żołnierzy niemieckich

- Mogiła ofiar katastrofy lotniczej w Lesie Kabackim w dniu 9 maja 1987 (E-XVIII-1-3-3/4/5/6)
- Mogiła ofiar katastrofy lotniczej na Okęciu w dniu 14 marca 1980 (E-XII-8-?-?)
- Kwatera wojenna żołnierzy niemieckich poległych w latach 1939-1945 (większość żołnierzy wymienionych na tablicach spoczywa w tym miejscu symbolicznie).[9]

### Groby symboliczne
- Jan Paszyn (1892–1937) – działacz ruchu robotniczego, członek Komitetu Centralnego Komunistycznej Partii Polski, ślusarz
- Tadeusz Popławski (zm. w czasie II wojny światowej) – burmistrz Zdołbunowa
- Feliks Socha (1895–1944) – działacz ruchu robotniczego, sekretarz generalny Związku Zawodowego Budowlanych